# Mistrzostwa Europy w Łucznictwie 2021
26. Mistrzostwa Europy w łucznictwie odbyły się w dniach 31 maja – 6 czerwca 2021 w Antalyi w Turcji.
Polska wywalczyła dwa medale brązowe: Magdalena Śmiałkowska i Kacper Sierakowski w mikstach, w łukach klasycznych oraz Łukasz Przybylski indywidualnie w łukach bloczkowych.

## Medaliści

### Strzelanie z łuku klasycznego
| Konkurencja:           | Złoto:                                                          | Srebro:                                                    | Brąz:                                                           |
| indywidualnie kobiet   | Lisa Barbelin                                                   | Karyna Dziominska                                          | Denisa Baránková                                                |
| indywidualnie mężczyzn | Pablo Acha                                                      | Gałsan Bazarżapow                                          | Moritz Wieser                                                   |
| drużynowo kobiet       | Rosja · Jelena Osipowa · Swietłana Gombojewa · Ksienija Pierowa | Niemcy · Lisa Unruh · Michelle Kroppen · Charline Schwarz  | Dania · Maja Jager · Kirstine Andersen · Randi Degn             |
| drużynowo mężczyzn     | Holandia · Steve Wijler · Sjef van den Berg · Rick van der Ven  | Ukraina · Iwan Kożokar · Ołeksij Hunbin · Heorhij Iwanycki | Rosja · Ałdar Cybikżapow · Gałsan Bazarżapow · Beligto Cyngujew |
| mikst                  | Rosja · Jelena Osipowa · Ałdar Cybikżapow                       | Hiszpania · Elia Canales · Pablo Acha                      | Polska · Magdalena Śmiałkowska · Kacper Sierakowski             |

### Strzelanie z łuku bloczkowego
| Konkurencja:           | Złoto:                                                         | Srebro:                                                      | Brąz:                                                                             |
| indywidualnie kobiet   | Tanja Gellenthien                                              | Ella Gibson                                                  | Sanne de Laat                                                                     |
| indywidualnie mężczyzn | Yakup Yıldız                                                   | Mathias Fullerton                                            | Łukasz Przybylski                                                                 |
| drużynowo kobiet       | Francja · Lola Grandjean · Sophie Dodemont · Tiphaine Renaudin | Holandia · Sanne de Laat · Jody Vermeulen · Inge van der Ven | Włochy · Sara Ret · Irene Franchini · Marcella Tonioli                            |
| drużynowo mężczyzn     | Turcja · Evren Çağıran · Furkan Oruç · Yakup Yıldız            | Francja · Quentin Baraër · Nicolas Girard · Adrien Gontier   | Grecja · Dimitrios-Konstandinos Drakiotis · Stawros Kumertas · Andreas Zacharakis |
| mikst                  | Belgia · Sarah Prieels · Reginald Kools                        | Estonia · Lisell Jäätma · Robin Jäätma                       | Niemcy · Janine Meissner · Tim Krippendorf                                        |

## Klasyfikacja medalowa
| Lp. | Państwo         | Złoto | Srebro | Brąz | Razem |
| 1.  | Rosja           | 2     | 1      | 1    | 4     |
| 2.  | Francja         | 2     | 1      | 0    | 3     |
| 3.  | Turcja          | 2     | 0      | 0    | 2     |
| 4.  | Dania           | 1     | 1      | 1    | 3     |
| 4.  | Holandia        | 1     | 1      | 1    | 3     |
| 6.  | Hiszpania       | 1     | 1      | 0    | 2     |
| 7.  | Belgia          | 1     | 0      | 0    | 1     |
| 8.  | Niemcy          | 0     | 1      | 2    | 3     |
| 9.  | Białoruś        | 0     | 1      | 0    | 1     |
| 9.  | Estonia         | 0     | 1      | 0    | 1     |
| 9.  | Ukraina         | 0     | 1      | 0    | 1     |
| 9.  | Wielka Brytania | 0     | 1      | 0    | 1     |
| 13. | Polska          | 0     | 0      | 2    | 2     |
| 14. | Grecja          | 0     | 0      | 1    | 1     |
| 14. | Słowacja        | 0     | 0      | 1    | 1     |
| 14. | Włochy          | 0     | 0      | 1    | 1     |